# Ulrika Lundberg
Ulrika Lundberg var en professionell svensk siare. Hon tillhörde de mer uppmärksammade och framgångsrika inom sitt yrke under sin samtid. 
Liksom många andra inom sitt yrke i Stockholm på 1800-talet ryktades Lundberg ha varit elev till Ulrica Arfvidsson: detta behövde dock inte stämma med verkligheten, eftersom det ansågs vara god reklam för spåkvinnor i Stockholm vid denna tid att påstå sig vara elever till den berömda Arfvidsson. Lundberg var populär i Stockholm under 1800-talets första hälft och hade sin mottagning vid Prästgatan. Hon uppges både ha spått i kort och läst i kaffe. En av hennes omtalade spådomar ägde rum 1822, då hon anlitades av Johanna Wilhelmina Cöster, som besökte henne inkognito, och korrekt förutsade den karriär som väntade dennas make, hovmarskalk friherre Johan Otto Nauckhoff.